# Torneo Finalización 2004 (Colombia)
El Torneo Finalización 2004 fue la sexagésima edición de la Categoría Primera A de fútbol profesional colombiano, siendo el segundo torneo de la temporada 2004. Comenzó el sábado  31 de julio y finalizó el domingo 19 de diciembre.

## Cobertura por televisión
Para el Torneo Finalización los derechos de transmisión por TV cerrada siguieron a cargo de las cableoperadoras Sky y TV Cable. En el caso de la TV abierta el Canal Uno (con la realización de la programadora SportSat Televisión) estuvo a cargo de la transmisión de un partido por fecha, pero en el mes de noviembre perdieron los derechos de transmisión. A partir de los cuadrangulares semifinales en adelante los derechos pasaron al Canal RCN.

## Sistema de juego
En la primera etapa se juegan 18 fechas bajo el sistema de todos contra todos, al término de los cuales los ocho primeros clasificados avanzan a los cuadrangulares semifinales. Allí los ocho equipos se dividen en dos grupos (A, pares y B impares). Los ganadores de cada grupo se enfrentan en diciembre para decidir al campeón del torneo, que obtendrá un cupo en la fase de grupos de la Copa Libertadores 2005.

## Equipos participantes

### Datos de los clubes
| Equipo                 | Ciudad       | Estadio                        |
| ---------------------- | ------------ | ------------------------------ |
| América de Cali        | Cali         | Olímpico Pascual Guerrero      |
| Atlético Bucaramanga   | Bucaramanga  | Alfonso López                  |
| Atlético Huila         | Neiva        | Guillermo Plazas Alcid         |
| Atlético Nacional      | Medellín     | Atanasio Girardot              |
| Bogotá Chicó           | Bogotá       | Alfonso López Pumarejo         |
| Cortuluá               | Tuluá        | Doce de Octubre                |
| Deportes Quindío       | Armenia      | Centenario                     |
| Deportes Tolima        | Ibagué       | Manuel Murillo Toro            |
| Deportivo Cali         | Cali         | Olímpico Pascual Guerrero      |
| Deportivo Pasto        | Pasto        | Departamental Libertad         |
| Deportivo Pereira      | Pereira      | Hernán Ramírez Villegas        |
| Envigado F. C.         | Envigado     | Polideportivo Sur              |
| Independiente Medellín | Medellín     | Atanasio Girardot              |
| Junior                 | Barranquilla | Metropolitano Roberto Meléndez |
| Millonarios            | Bogotá       | Nemesio Camacho El Campín      |
| Once Caldas            | Manizales    | Estadio Palogrande             |
| Santa Fe               | Bogotá       | Nemesio Camacho El Campín      |
| Unión Magdalena        | Santa Marta  | Eduardo Santos                 |

### Localización
| Antioquia       | 3 | Atlético Nacional, Envigado F. C. e Independiente Medellín | Nacional Envigado F. C. DIM Chicó Millonarios Santa Fe Caldas Quindío Pereira Cortuluá América Cali Bucaramanga Tolima Unión Junior Huila Pasto |
| Valle del Cauca | 3 | América de Cali, Cortuluá y Deportivo Cali                 | Nacional Envigado F. C. DIM Chicó Millonarios Santa Fe Caldas Quindío Pereira Cortuluá América Cali Bucaramanga Tolima Unión Junior Huila Pasto |
| Bogotá, D. C.   | 3 | Bogotá Chicó, Millonarios y Santa Fe                       | Nacional Envigado F. C. DIM Chicó Millonarios Santa Fe Caldas Quindío Pereira Cortuluá América Cali Bucaramanga Tolima Unión Junior Huila Pasto |
| Atlántico       | 1 | Junior                                                     | Nacional Envigado F. C. DIM Chicó Millonarios Santa Fe Caldas Quindío Pereira Cortuluá América Cali Bucaramanga Tolima Unión Junior Huila Pasto |
| Caldas          | 1 | Once Caldas                                                | Nacional Envigado F. C. DIM Chicó Millonarios Santa Fe Caldas Quindío Pereira Cortuluá América Cali Bucaramanga Tolima Unión Junior Huila Pasto |
| Huila           | 1 | Atlético Huila                                             | Nacional Envigado F. C. DIM Chicó Millonarios Santa Fe Caldas Quindío Pereira Cortuluá América Cali Bucaramanga Tolima Unión Junior Huila Pasto |
| Magdalena       | 1 | Unión Magdalena                                            | Nacional Envigado F. C. DIM Chicó Millonarios Santa Fe Caldas Quindío Pereira Cortuluá América Cali Bucaramanga Tolima Unión Junior Huila Pasto |
| Nariño          | 1 | Deportivo Pasto                                            | Nacional Envigado F. C. DIM Chicó Millonarios Santa Fe Caldas Quindío Pereira Cortuluá América Cali Bucaramanga Tolima Unión Junior Huila Pasto |
| Quindío         | 1 | Deportes Quindío                                           | Nacional Envigado F. C. DIM Chicó Millonarios Santa Fe Caldas Quindío Pereira Cortuluá América Cali Bucaramanga Tolima Unión Junior Huila Pasto |
| Risaralda       | 1 | Deportivo Pereira                                          | Nacional Envigado F. C. DIM Chicó Millonarios Santa Fe Caldas Quindío Pereira Cortuluá América Cali Bucaramanga Tolima Unión Junior Huila Pasto |
| Santander       | 1 | Atlético Bucaramanga                                       | Nacional Envigado F. C. DIM Chicó Millonarios Santa Fe Caldas Quindío Pereira Cortuluá América Cali Bucaramanga Tolima Unión Junior Huila Pasto |
| Tolima          | 1 | Deportes Tolima                                            | Nacional Envigado F. C. DIM Chicó Millonarios Santa Fe Caldas Quindío Pereira Cortuluá América Cali Bucaramanga Tolima Unión Junior Huila Pasto |

## Todos contra todos

### Clasificación
| Pos | Equipo                 | Pts | PJ | PG | PE | PP | GF | GC | Dif |
| --- | ---------------------- | --- | -- | -- | -- | -- | -- | -- | --- |
| 1.  | América de Cali        | 42  | 18 | 13 | 3  | 2  | 32 | 14 | 18  |
| 2.  | Atlético Bucaramanga   | 34  | 18 | 10 | 4  | 4  | 23 | 16 | 7   |
| 3.  | Deportes Tolima        | 33  | 18 | 10 | 3  | 5  | 27 | 20 | 7   |
| 4.  | Deportivo Cali         | 30  | 18 | 9  | 3  | 6  | 24 | 17 | 7   |
| 5.  | Atlético Nacional      | 30  | 18 | 9  | 3  | 6  | 24 | 18 | 6   |
| 6.  | Independiente Medellín | 29  | 18 | 8  | 5  | 5  | 24 | 13 | 11  |
| 7.  | Once Caldas            | 28  | 18 | 8  | 4  | 6  | 30 | 19 | 11  |
| 8.  | Junior                 | 28  | 18 | 7  | 7  | 4  | 26 | 21 | 5   |
| 9.  | Envigado F. C.         | 26  | 18 | 7  | 5  | 6  | 26 | 20 | 6   |
| 10. | Independiente Santa Fe | 25  | 18 | 7  | 4  | 7  | 25 | 24 | 1   |
| 11. | Deportes Quindío       | 25  | 18 | 7  | 4  | 7  | 21 | 29 | -8  |
| 12. | Cortuluá               | 22  | 18 | 6  | 4  | 8  | 14 | 19 | -5  |
| 13. | Atlético Huila         | 18  | 18 | 5  | 3  | 10 | 21 | 25 | -4  |
| 14. | Bogotá Chicó           | 18  | 18 | 4  | 6  | 8  | 15 | 24 | -9  |
| 15. | Unión Magdalena        | 17  | 18 | 5  | 2  | 11 | 11 | 27 | -16 |
| 16. | Deportivo Pasto        | 17  | 18 | 3  | 8  | 7  | 10 | 16 | -6  |
| 17. | Millonarios            | 13  | 18 | 3  | 4  | 11 | 14 | 29 | -15 |
| 18. | Deportivo Pereira      | 13  | 18 | 3  | 4  | 11 | 9  | 25 | -16 |

 Pts=Puntos; PJ=Partidos jugados; G=Partidos ganados; E=Partidos empatados; P=Partidos perdidos; GF=Goles a favor; GC=Goles en contra; DIF=Diferencia de gol
|  | Clasificado para los cuadrangulares semifinales. |
|  | Eliminado                                        |
|  | Descendido a la Categoría Primera B              |

### Resultados
| Fecha 1 - 31 de Julio y 1 de agosto de 2004 | Fecha 1 - 31 de Julio y 1 de agosto de 2004 | Fecha 1 - 31 de Julio y 1 de agosto de 2004 | Fecha 1 - 31 de Julio y 1 de agosto de 2004 |
| Fecha                                       | Equipo local                                | Resultado                                   | Equipo visitante                            |
| ------------------------------------------- | ------------------------------------------- | ------------------------------------------- | ------------------------------------------- |
| 31 de Julio                                 | Once Caldas                                 | 1 - 2                                       | Pereira                                     |
| 1 de agosto                                 | Junior                                      | 4 - 0                                       | Bogotá Chicó                                |
| 1 de agosto                                 | Deportes Quindío                            | 0 - 2                                       | América                                     |
| 1 de agosto                                 | Santa Fe                                    | 3 - 1                                       | Pasto                                       |
| 1 de agosto                                 | Huila                                       | 1 - 0                                       | Nacional                                    |
| 1 de agosto                                 | Cortuluá                                    | 1 - 0                                       | Millonarios                                 |
| 1 de agosto                                 | Bucaramanga                                 | 2 - 1                                       | Unión Magdalena                             |
| 1 de agosto                                 | Cali                                        | 1 - 0                                       | Envigado F. C.                              |
| 1 de agosto                                 | Medellín                                    | 0 - 1                                       | Tolima                                      |

| Fecha 2 - 6 y 7 de agosto de 2004 | Fecha 2 - 6 y 7 de agosto de 2004 | Fecha 2 - 6 y 7 de agosto de 2004 | Fecha 2 - 6 y 7 de agosto de 2004 |
| Fecha                             | Equipo local                      | Resultado                         | Equipo visitante                  |
| --------------------------------- | --------------------------------- | --------------------------------- | --------------------------------- |
| 6 de agosto                       | América                           | 3 - 0                             | Cali                              |
| 7 de agosto                       | Envigado F. C.                    | 0 - 1                             | Bucaramanga                       |
| 7 de agosto                       | Millonarios                       | (1-1) 0 - 3                       | Medellín                          |
| 7 de agosto                       | Unión Magdalena                   | 1 - 0                             | Cortuluá                          |
| 7 de agosto                       | Tolima                            | 1 - 0                             | Once Caldas                       |
| 7 de agosto                       | Pereira                           | 0 - 0                             | Huila                             |
| 7 de agosto                       | Nacional                          | 0 - 1                             | Santa Fe                          |
| 7 de agosto                       | Pasto                             | 1 - 1                             | Junior                            |
| 7 de agosto                       | Bogotá Chicó                      | 2 - 2                             | Deportes Quindío                  |

| Fecha 3 - 11 de agosto de 2004 | Fecha 3 - 11 de agosto de 2004 | Fecha 3 - 11 de agosto de 2004 | Fecha 3 - 11 de agosto de 2004 |
| Fecha                          | Equipo local                   | Resultado                      | Equipo visitante               |
| ------------------------------ | ------------------------------ | ------------------------------ | ------------------------------ |
| 11-08                          | Once Caldas                    | 4 - 0                          | Millonarios                    |
| 11-08                          | Cortuluá                       | 0 - 3                          | Envigado F. C.                 |
| 11-08                          | Deportes Quindío               | 1 - 0                          | Deportivo Pasto                |
| 11 de agosto                   | Junior                         | 2 - 0                          | Nacional                       |
| 11 de agosto                   | Bucaramanga                    | 2 - 1                          | Cali                           |
| 11 de agosto                   | Medellín                       | 5 - 1                          | Unión Magdalena                |
| 11 de agosto                   | Huila                          | 1 - 4                          | Tolima                         |
| 11 de agosto                   | Santa Fe                       | 2 - 0                          | Pereira                        |
| 11 de agosto                   | América                        | 3 - 1                          | Bogotá Chicó                   |

| Fecha 4 - 15 de agosto de 2004 | Fecha 4 - 15 de agosto de 2004 | Fecha 4 - 15 de agosto de 2004 | Fecha 4 - 15 de agosto de 2004 |
| Fecha                          | Equipo local                   | Resultado                      | Equipo visitante               |
| ------------------------------ | ------------------------------ | ------------------------------ | ------------------------------ |
| 15 de agosto                   | Unión Magdalena                | 1 - 2                          | Once Caldas                    |
| 15 de agosto                   | Cali                           | 0 - 0                          | Cortuluá                       |
| 15 de agosto                   | Envigado F. C.                 | 1 - 1                          | Medellín                       |
| 15 de agosto                   | Millonarios                    | 0 - 3                          | Huila                          |
| 15 de agosto                   | Pereira                        | 0 - 0                          | Junior                         |
| 15 de agosto                   | Nacional                       | 2 - 2                          | Deportes Quindío               |
| 15 de agosto                   | Pasto                          | 0 - 0                          | Bogotá Chicó                   |
| 15 de agosto                   | Tolima                         | 2 - 1                          | Santa Fe                       |
| 15 de agosto                   | Bucaramanga                    | 0 - 1                          | América                        |

| Fecha 5 - 22 de agosto de 2004 | Fecha 5 - 22 de agosto de 2004 | Fecha 5 - 22 de agosto de 2004 | Fecha 5 - 22 de agosto de 2004 |
| Fecha                          | Equipo local                   | Resultado                      | Equipo visitante               |
| ------------------------------ | ------------------------------ | ------------------------------ | ------------------------------ |
| 22 de agosto                   | Bogotá Chicó                   | 1 - 2                          | Nacional                       |
| 22 de agosto                   | Medellín                       | 2 - 0                          | Cali                           |
| 22 de agosto                   | Deportes Quindío               | 3 - 0                          | Pereira                        |
| 22 de agosto                   | Junior                         | 1 - 2                          | Tolima                         |
| 22 de agosto                   | Huila                          | 2 - 0                          | Unión Magdalena                |
| 22 de agosto                   | Once Caldas                    | 2 - 2                          | Envigado F. C.                 |
| 22 de agosto                   | Cortuluá                       | 1 - 2                          | Bucaramanga                    |
| 22 de agosto                   | Santa Fe                       | 4 - 1                          | Millonarios                    |
| 22 de agosto                   | América                        | 0 - 0                          | Pasto                          |

| Fecha 6 - 29 de agosto de 2004 | Fecha 6 - 29 de agosto de 2004 | Fecha 6 - 29 de agosto de 2004 | Fecha 6 - 29 de agosto de 2004 |
| Fecha                          | Equipo local                   | Resultado                      | Equipo visitante               |
| ------------------------------ | ------------------------------ | ------------------------------ | ------------------------------ |
| 29 de agosto                   | Cortuluá                       | 1 - 2                          | América                        |
| 29 de agosto                   | Bucaramanga                    | 0 - 0                          | Medellín                       |
| 29 de agosto                   | Cali                           | 2 - 0                          | Once Caldas                    |
| 29 de agosto                   | Envigado F. C.                 | 2 - 1                          | Huila                          |
| 29 de agosto                   | Unión Magdalena                | 0 - 1                          | Santa Fe                       |
| 29 de agosto                   | Millonarios                    | 0 - 1                          | Junior                         |
| 29 de agosto                   | Tolima                         | 3 - 0                          | Deportes Quindío               |
| 29 de agosto                   | Pereira                        | 0 - 1                          | Bogotá Chicó                   |
| 29 de agosto                   | Nacional                       | 1 - 0                          | Pasto                          |

| Fecha 7 - 8 de septiembre de 2004 | Fecha 7 - 8 de septiembre de 2004 | Fecha 7 - 8 de septiembre de 2004 | Fecha 7 - 8 de septiembre de 2004 |
| Fecha                             | Equipo local                      | Resultado                         | Equipo visitante                  |
| --------------------------------- | --------------------------------- | --------------------------------- | --------------------------------- |
| 8 de septiembre                   | Deportes Quindío                  | 2 - 1                             | Millonarios                       |
| 8 de septiembre                   | Junior                            | 3 - 0                             | Unión Magdalena                   |
| 8 de septiembre                   | América                           | 4 - 1                             | Nacional                          |
| 8 de septiembre                   | Pasto                             | 1 - 0                             | Pereira                           |
| 8 de septiembre                   | Bogotá Chicó                      | 1 - 1                             | Tolima                            |
| 8 de septiembre                   | Santa Fe                          | 2 - 1                             | Envigado F. C.                    |
| 8 de septiembre                   | Huila                             | 2 - 2                             | Cali                              |
| 8 de septiembre                   | Once Caldas                       | 3 - 1                             | Bucaramanga                       |
| 8 de septiembre                   | Medellín                          | 3 - 0                             | Cortuluá                          |

| Fecha 8 - 12 de septiembre de 2004 | Fecha 8 - 12 de septiembre de 2004 | Fecha 8 - 12 de septiembre de 2004 | Fecha 8 - 12 de septiembre de 2004 |
| Fecha                              | Equipo local                       | Resultado                          | Equipo visitante                   |
| ---------------------------------- | ---------------------------------- | ---------------------------------- | ---------------------------------- |
| 12-09                              | Medellín                           | 1 - 0                              | América                            |
| 12 de septiembre                   | Cortuluá                           | 1 - 1                              | Once Caldas                        |
| 12 de septiembre                   | Bucaramanga                        | 3 - 1                              | Huila                              |
| 12 de septiembre                   | Cali                               | 1 - 0                              | Santa Fe                           |
| 12 de septiembre                   | Envigado F. C.                     | 2 - 2                              | Junior                             |
| 12 de septiembre                   | Unión Magdalena                    | 2 - 0                              | Deportes Quindío                   |
| 12 de septiembre                   | Millonarios                        | 2 - 2                              | Bogotá Chicó                       |
| 12 de septiembre                   | Tolima                             | 0 - 0                              | Pasto                              |
| 12 de septiembre                   | Pereira                            | 1 - 4                              | Nacional                           |

| Fecha 9 - 15 de septiembre de 2004 | Fecha 9 - 15 de septiembre de 2004 | Fecha 9 - 15 de septiembre de 2004 | Fecha 9 - 15 de septiembre de 2004 |
| Fecha                              | Equipo local                       | Resultado                          | Equipo visitante                   |
| ---------------------------------- | ---------------------------------- | ---------------------------------- | ---------------------------------- |
| 15-09                              | Bogotá Chicó                       | 0 - 2                              | Bucaramanga                        |
| 15-09                              | Pasto                              | 1 - 0                              | Cortuluá                           |
| 15 de septiembre                   | Nacional                           | 2 - 1                              | Medellín                           |
| 15 de septiembre                   | Pereira                            | 0 - 2                              | Once Caldas                        |
| 15 de septiembre                   | Tolima                             | 3 - 2                              | Huila                              |
| 15 de septiembre                   | Millonarios                        | 1 - 1                              | Santa Fe                           |
| 15 de septiembre                   | Unión Magdalena                    | 1 - 2                              | Junior                             |
| 15 de septiembre                   | Envigado F. C.                     | 3 - 0                              | Deportes Quindío                   |
| 15 de septiembre                   | Cali                               | 0 - 1                              | América                            |

| Fecha 10 - 19 de septiembre de 2004 | Fecha 10 - 19 de septiembre de 2004 | Fecha 10 - 19 de septiembre de 2004 | Fecha 10 - 19 de septiembre de 2004 |
| Fecha                               | Equipo local                        | Resultado                           | Equipo visitante                    |
| ----------------------------------- | ----------------------------------- | ----------------------------------- | ----------------------------------- |
| 19 de septiembre                    | América                             | 2 - 1                               | Pereira                             |
| 19 de septiembre                    | Nacional                            | 2 - 0                               | Tolima                              |
| 19 de septiembre                    | Pasto                               | 0 - 0                               | Millonarios                         |
| 19 de septiembre                    | Bogotá Chicó                        | 1 - 0                               | Unión Magdalena                     |
| 19 de septiembre                    | Deportes Quindío                    | 1 - 1                               | Envigado F. C.                      |
| 19 de septiembre                    | Junior                              | 0 - 3                               | Cali                                |
| 19 de septiembre                    | Santa Fe                            | 1 - 1                               | Bucaramanga                         |
| 19-09                               | Huila                               | 1 - 0                               | Cortuluá                            |
| 19-09                               | Once Caldas                         | 0 - 0                               | Medellín                            |

| Fecha 11 - 22 de septiembre de 2004 | Fecha 11 - 22 de septiembre de 2004 | Fecha 11 - 22 de septiembre de 2004 | Fecha 11 - 22 de septiembre de 2004 |
| Fecha                               | Equipo local                        | Resultado                           | Equipo visitante                    |
| ----------------------------------- | ----------------------------------- | ----------------------------------- | ----------------------------------- |
| 22-09                               | Once Caldas                         | 3 - 0                               | América                             |
| 22-09                               | Medellín                            | 1 - 0                               | Huila                               |
| 22 de septiembre                    | Cortuluá                            | 3 - 1                               | Santa Fe                            |
| 22 de septiembre                    | Bucaramanga                         | 0 - 1                               | Junior                              |
| 22 de septiembre                    | Cali                                | 3 - 0                               | Deportes Quindío                    |
| 22 de septiembre                    | Envigado F. C.                      | 1 - 0                               | Bogotá Chicó                        |
| 22 de septiembre                    | Unión Magdalena                     | 1 - 0                               | Pasto                               |
| 22 de septiembre                    | Millonarios                         | 1 - 1                               | Nacional                            |
| 22 de septiembre                    | Tolima                              | 0 - 1                               | Pereira                             |

| Fecha 12 - 26 de septiembre de 2004 | Fecha 12 - 26 de septiembre de 2004 | Fecha 12 - 26 de septiembre de 2004 | Fecha 12 - 26 de septiembre de 2004 |
| Fecha                               | Equipo local                        | Resultado                           | Equipo visitante                    |
| ----------------------------------- | ----------------------------------- | ----------------------------------- | ----------------------------------- |
| 26 de septiembre                    | América                             | 3 - 3                               | Tolima                              |
| 26 de septiembre                    | Pereira                             | 0 - 2                               | Millonarios                         |
| 26 de septiembre                    | Nacional                            | 0 - 0                               | Unión Magdalena                     |
| 26 de septiembre                    | Pasto                               | 1 - 1                               | Envigado F. C.                      |
| 26 de septiembre                    | Bogotá Chicó                        | 1 - 2                               | Cali                                |
| 26 de septiembre                    | Deportes Quindío                    | 2 - 0                               | Bucaramanga                         |
| 26 de septiembre                    | Junior                              | 0 - 2                               | Cortuluá                            |
| 26-09                               | Santa Fe                            | 2 - 1                               | Medellín                            |
| 26-09                               | Huila                               | 3 - 0                               | Once Caldas                         |

| Fecha 13 - 3 de octubre de 2004 | Fecha 13 - 3 de octubre de 2004 | Fecha 13 - 3 de octubre de 2004 | Fecha 13 - 3 de octubre de 2004 |
| Fecha                           | Equipo local                    | Resultado                       | Equipo visitante                |
| ------------------------------- | ------------------------------- | ------------------------------- | ------------------------------- |
| 3 de octubre                    | Huila                           | 0 - 1                           | América                         |
| 3 de octubre                    | Once Caldas                     | 1 - 1                           | Santa Fe                        |
| 3 de octubre                    | Medellín                        | 2 - 2                           | Junior                          |
| 3 de octubre                    | Cortuluá                        | 1 - 0                           | Deportes Quindío                |
| 3 de octubre                    | Bucaramanga                     | 0 - 0                           | Bogotá Chicó                    |
| 3 de octubre                    | Cali                            | 2 - 0                           | Pasto                           |
| 3 de octubre                    | Envigado F.C                    | 2 - 1                           | Nacional                        |
| 3 de octubre                    | Unión Magdalena                 | 1 - 0                           | Pereira                         |
| 3 de octubre                    | Millonarios                     | 2 - 1                           | Tolima                          |

| Fecha 14 - 15 y 17 de octubre de 2004 | Fecha 14 - 15 y 17 de octubre de 2004 | Fecha 14 - 15 y 17 de octubre de 2004 | Fecha 14 - 15 y 17 de octubre de 2004 |
| Fecha                                 | Equipo local                          | Resultado                             | Equipo visitante                      |
| ------------------------------------- | ------------------------------------- | ------------------------------------- | ------------------------------------- |
| 15 de octubre                         | América                               | 1 - 0                                 | Millonarios                           |
| 17 de octubre                         | Bogotá Chicó                          | 1 - 2                                 | Cortuluá                              |
| 17 de octubre                         | Tolima                                | 1 - 0                                 | Unión Magdalena                       |
| 17 de octubre                         | Santa Fe                              | 2 - 1                                 | Huila                                 |
| 17 de octubre                         | Nacional                              | 3 - 1                                 | Cali                                  |
| 17 de octubre                         | Pereira                               | 1 - 0                                 | Envigado F.C                          |
| 17 de octubre                         | Deportes Quindío                      | 1 - 0                                 | Medellín                              |
| 17 de octubre                         | Junior                                | 1 - 4                                 | Once Caldas                           |
| 17 de octubre                         | Pasto                                 | 1 - 1                                 | Bucaramanga                           |

| Fecha 15 - 24 de octubre de 2004 | Fecha 15 - 24 de octubre de 2004 | Fecha 15 - 24 de octubre de 2004 | Fecha 15 - 24 de octubre de 2004 |
| Fecha                            | Equipo local                     | Resultado                        | Equipo visitante                 |
| -------------------------------- | -------------------------------- | -------------------------------- | -------------------------------- |
| 24 de octubre                    | Santa Fe                         | 0 - 2                            | América                          |
| 24 de octubre                    | Huila                            | 1 - 1                            | Junior                           |
| 24 de octubre                    | Once Caldas                      | 6 - 1                            | Deportes Quindío                 |
| 24 de octubre                    | Medellín                         | 1 - 0                            | Bogotá Chicó                     |
| 24 de octubre                    | Cortuluá                         | 0 - 0                            | Pasto                            |
| 24 de octubre                    | Bucaramanga                      | 1 - 0                            | Nacional                         |
| 24 de octubre                    | Cali                             | 2 - 0                            | Pereira                          |
| 24 de octubre                    | Envigado F. C.                   | 1 - 2                            | Tolima                           |
| 24 de octubre                    | Unión Magdalena                  | 1 - 0                            | Millonarios                      |

| Fecha 16 - 27 de octubre de 2004 | Fecha 16 - 27 de octubre de 2004 | Fecha 16 - 27 de octubre de 2004 | Fecha 16 - 27 de octubre de 2004 |
| Fecha                            | Equipo local                     | Resultado                        | Equipo visitante                 |
| -------------------------------- | -------------------------------- | -------------------------------- | -------------------------------- |
| 27 de octubre                    | América                          | 3 - 0                            | Unión Magdalena                  |
| 27 de octubre                    | Millonarios                      | 3 - 0                            | Envigado F. C.                   |
| 27 de octubre                    | Tolima                           | 2 - 1                            | Cali                             |
| 27 de octubre                    | Pereira                          | 1 - 2                            | Bucaramanga                      |
| 27 de octubre                    | Nacional                         | 2 - 0                            | Cortuluá                         |
| 27 de octubre                    | Pasto                            | 1 - 2                            | Medellín                         |
| 27 de octubre                    | Bogotá Chicó                     | 1 - 0                            | Once Caldas                      |
| 27 de octubre                    | Deportes Quindío                 | 2 - 0                            | Huila                            |
| 27 de octubre                    | Junior                           | 2 - 0                            | Santa Fe                         |

| Fecha 17 - 31 de octubre de 2004 | Fecha 17 - 31 de octubre de 2004 | Fecha 17 - 31 de octubre de 2004 | Fecha 17 - 31 de octubre de 2004 |
| Fecha                            | Equipo local                     | Resultado                        | Equipo visitante                 |
| -------------------------------- | -------------------------------- | -------------------------------- | -------------------------------- |
| 31 de octubre                    | Junior                           | 2 - 2                            | América                          |
| 31 de octubre                    | Santa Fe                         | 2 - 3                            | Deportes Quindío                 |
| 31 de octubre                    | Huila                            | 0 - 1                            | Bogotá Chicó                     |
| 31 de octubre                    | Once Caldas                      | 1 - 0                            | Pasto                            |
| 31 de octubre                    | Medellín                         | 0 - 1                            | Nacional                         |
| 31 de octubre                    | Cortuluá                         | 1 - 1                            | Pereira                          |
| 31 de octubre                    | Bucaramanga                      | 3 - 1                            | Tolima                           |
| 31 de octubre                    | Cali                             | 2 - 0                            | Millonarios                      |
| 31 de octubre                    | Envigado F. C.                   | 4 - 0                            | Unión Magdalena                  |

| Fecha 18 - 7 de noviembre de 2004 | Fecha 18 - 7 de noviembre de 2004 | Fecha 18 - 7 de noviembre de 2004 | Fecha 18 - 7 de noviembre de 2004 |
| Fecha                             | Equipo local                      | Resultado                         | Equipo visitante                  |
| --------------------------------- | --------------------------------- | --------------------------------- | --------------------------------- |
| 7 de noviembre                    | América                           | 2 - 1                             | Envigado F. C.                    |
| 7 de noviembre                    | Unión Magdalena                   | 1 - 1                             | Cali                              |
| 7 de noviembre                    | Millonarios                       | 1 - 2                             | Bucaramanga                       |
| 7 de noviembre                    | Tolima                            | 0 - 1                             | Cortuluá                          |
| 7 de noviembre                    | Pereira                           | 1 - 1                             | Medellín                          |
| 7 de noviembre                    | Pasto                             | 3 - 2                             | Huila                             |
| 7 de noviembre                    | Nacional                          | 2 - 0                             | Once Caldas                       |
| 7 de noviembre                    | Bogotá Chicó                      | 2 - 2                             | Santa Fe                          |
| 7 de noviembre                    | Deportes Quindío                  | 1 - 1                             | Junior                            |

## Cuadrangulares semifinales
La segunda fase del Torneo Finalización 2004 consiste en los cuadrangulares semifinales. Estos los disputan los ocho mejores equipos del torneo distribuidos en dos grupos de cuatro equipos divididos en pares e impares. Los ganadores de cada grupo se enfrentan en la gran final para definir al campeón.

### Grupo A
Once Caldas fue eliminado en la fecha 2 pero ya había jugado 5 partidos .
Atlético Nacional clasifica a la final en la fecha 5 pero ya había jugado el partido correspondiente a la fecha 6.
| R   | Pos | Equipo            | Pts | PJ | PG | PE | PP | GF | GC | Dif |
| --- | --- | ----------------- | --- | -- | -- | -- | -- | -- | -- | --- |
| (5) | 1.  | Atlético Nacional | 11  | 6  | 3  | 2  | 1  | 6  | 3  | 3   |
| (1) | 2.  | América de Cali   | 8   | 6  | 2  | 2  | 2  | 10 | 8  | 2   |
| (3) | 3.  | Deportes Tolima   | 7   | 6  | 2  | 1  | 3  | 9  | 9  | 0   |
| (7) | 4.  | Once Caldas       | 7   | 6  | 2  | 1  | 3  | 5  | 10 | -5  |

 R=Clasificación en la fase de todos contra todos; Pts=Puntos; PJ=Partidos jugados; G=Partidos ganados; E=Partidos empatados; P=Partidos perdidos; GF=Goles a favor; GC=Goles en contra; DIF=Diferencia de gol
| Fecha 1 - 20 y 21 de noviembre de 2004 | Fecha 1 - 20 y 21 de noviembre de 2004 | Fecha 1 - 20 y 21 de noviembre de 2004 | Fecha 1 - 20 y 21 de noviembre de 2004 | Fecha 1 - 20 y 21 de noviembre de 2004 |
| Día                                    | Equipo local                           | Resultado                              | Equipo visitante                       |                                        |
| -------------------------------------- | -------------------------------------- | -------------------------------------- | -------------------------------------- | -------------------------------------- |
| sab                                    | América de Cali                        | 2 - 3                                  | Deportes Tolima                        |                                        |
| dom                                    | Atlético Nacional                      | 0 - 0                                  | Once Caldas                            |                                        |

| Fecha 2 - 24 y 25 de noviembre de 2004 | Fecha 2 - 24 y 25 de noviembre de 2004 | Fecha 2 - 24 y 25 de noviembre de 2004 | Fecha 2 - 24 y 25 de noviembre de 2004 | Fecha 2 - 24 y 25 de noviembre de 2004 |
| Día                                    | Equipo local                           | Resultado                              | Equipo visitante                       |                                        |
| -------------------------------------- | -------------------------------------- | -------------------------------------- | -------------------------------------- | -------------------------------------- |
| mie                                    | Once Caldas                            | 1 - 4                                  | América de Cali                        |                                        |
| jue                                    | Deportes Tolima                        | 1 - 2                                  | Atlético Nacional                      |                                        |

| Fecha 3 - 28 de noviembre de 2004 | Fecha 3 - 28 de noviembre de 2004 | Fecha 3 - 28 de noviembre de 2004 | Fecha 3 - 28 de noviembre de 2004 | Fecha 3 - 28 de noviembre de 2004 |
| Día                               | Equipo local                      | Resultado                         | Equipo visitante                  |                                   |
| --------------------------------- | --------------------------------- | --------------------------------- | --------------------------------- | --------------------------------- |
| dom                               | Once Caldas                       | 1 - 0                             | Deportes Tolima                   |                                   |
| dom                               | Atlético Nacional                 | 0 - 0                             | América de Cali                   |                                   |

| Fecha 4 - 14 de noviembre y 4 de diciembre de 2004 | Fecha 4 - 14 de noviembre y 4 de diciembre de 2004 | Fecha 4 - 14 de noviembre y 4 de diciembre de 2004 | Fecha 4 - 14 de noviembre y 4 de diciembre de 2004 | Fecha 4 - 14 de noviembre y 4 de diciembre de 2004 |
| Día                                                | Equipo local                                       | Resultado                                          | Equipo visitante                                   |                                                    |
| -------------------------------------------------- | -------------------------------------------------- | -------------------------------------------------- | -------------------------------------------------- | -------------------------------------------------- |
| dom                                                | Deportes Tolima                                    | 4 - 1                                              | Once Caldas                                        |                                                    |
| sab                                                | América de Cali                                    | 2 - 1                                              | Atlético Nacional                                  |                                                    |

| Fecha 5 - 11 de noviembre y 8 de diciembre de 2004 | Fecha 5 - 11 de noviembre y 8 de diciembre de 2004 | Fecha 5 - 11 de noviembre y 8 de diciembre de 2004 | Fecha 5 - 11 de noviembre y 8 de diciembre de 2004 | Fecha 5 - 11 de noviembre y 8 de diciembre de 2004 |
| Día                                                | Equipo local                                       | Resultado                                          | Equipo visitante                                   |                                                    |
| -------------------------------------------------- | -------------------------------------------------- | -------------------------------------------------- | -------------------------------------------------- | -------------------------------------------------- |
| jue                                                | América de Cali                                    | 1 - 2                                              | Once Caldas                                        |                                                    |
| mie                                                | Atlético Nacional                                  | 2 - 0                                              | Deportes Tolima                                    |                                                    |

| Fecha 6 - 18 de noviembre y 12 de diciembre de 2004 | Fecha 6 - 18 de noviembre y 12 de diciembre de 2004 | Fecha 6 - 18 de noviembre y 12 de diciembre de 2004 | Fecha 6 - 18 de noviembre y 12 de diciembre de 2004 | Fecha 6 - 18 de noviembre y 12 de diciembre de 2004 |
| Día                                                 | Equipo local                                        | Resultado                                           | Equipo visitante                                    |                                                     |
| --------------------------------------------------- | --------------------------------------------------- | --------------------------------------------------- | --------------------------------------------------- | --------------------------------------------------- |
| jue                                                 | Once Caldas                                         | 0 - 1                                               | Atlético Nacional                                   |                                                     |
| dom                                                 | Deportes Tolima                                     | 1 - 1                                               | América de Cali                                     |                                                     |

### Grupo B
Atlético Bucaramanga quedó eliminado en la fecha 4 luego de perder en casa 0-1 ante Junior.
Junior clasificó a la final en la fecha 5 venciendo al DIM en Barranquilla favorecido además por la caída del Cali frente al Bucaramanga.
| R   | Pos | Equipo                 | Pts | PJ | PG | PE | PP | GF | GC | Dif |
| --- | --- | ---------------------- | --- | -- | -- | -- | -- | -- | -- | --- |
| (8) | 1.  | Junior                 | 13  | 6  | 4  | 1  | 1  | 11 | 5  | 6   |
| (4) | 2.  | Deportivo Cali         | 8   | 6  | 2  | 2  | 2  | 6  | 6  | 0   |
| (6) | 3.  | Independiente Medellín | 8   | 6  | 2  | 2  | 2  | 9  | 10 | -1  |
| (2) | 4.  | Atlético Bucaramanga   | 4   | 6  | 1  | 1  | 4  | 5  | 10 | -5  |

 R=Clasificación en la fase de todos contra todos; Pts=Puntos; PJ=Partidos jugados; G=Partidos ganados; E=Partidos empatados; P=Partidos perdidos; GF=Goles a favor; GC=Goles en contra; DIF=Diferencia de gol
| Fecha 1 - 21 de noviembre de 2004 | Fecha 1 - 21 de noviembre de 2004 | Fecha 1 - 21 de noviembre de 2004 | Fecha 1 - 21 de noviembre de 2004 | Fecha 1 - 21 de noviembre de 2004 |
| Día                               | Equipo local                      | Resultado                         | Equipo visitante                  |                                   |
| --------------------------------- | --------------------------------- | --------------------------------- | --------------------------------- | --------------------------------- |
| dom                               | Bucaramanga                       | 0 - 0                             | Medellín                          |                                   |
| dom                               | Junior                            | 3 - 0                             | Deportivo Cali                    |                                   |

| Fecha 2 - 24 de noviembre de 2004 | Fecha 2 - 24 de noviembre de 2004 | Fecha 2 - 24 de noviembre de 2004 | Fecha 2 - 24 de noviembre de 2004 | Fecha 2 - 24 de noviembre de 2004 |
| Día                               | Equipo local                      | Resultado                         | Equipo visitante                  |                                   |
| --------------------------------- | --------------------------------- | --------------------------------- | --------------------------------- | --------------------------------- |
| mie                               | Deportivo Cali                    | 2 - 0                             | Bucaramanga                       |                                   |
| mie                               | Medellín                          | 3 - 2                             | Junior                            |                                   |

| Fecha 3 - 27 y 28 de noviembre de 2004 | Fecha 3 - 27 y 28 de noviembre de 2004 | Fecha 3 - 27 y 28 de noviembre de 2004 | Fecha 3 - 27 y 28 de noviembre de 2004 | Fecha 3 - 27 y 28 de noviembre de 2004 |
| Día                                    | Equipo local                           | Resultado                              | Equipo visitante                       |                                        |
| -------------------------------------- | -------------------------------------- | -------------------------------------- | -------------------------------------- | -------------------------------------- |
| sab                                    | Deportivo Cali                         | 1 - 1                                  | Medellín                               |                                        |
| dom                                    | Junior                                 | 2 - 1                                  | Bucaramanga                            |                                        |

| Fecha 4 - 5 de diciembre de 2004 | Fecha 4 - 5 de diciembre de 2004 | Fecha 4 - 5 de diciembre de 2004 | Fecha 4 - 5 de diciembre de 2004 | Fecha 4 - 5 de diciembre de 2004 |
| Día                              | Equipo local                     | Resultado                        | Equipo visitante                 |                                  |
| -------------------------------- | -------------------------------- | -------------------------------- | -------------------------------- | -------------------------------- |
| dom                              | Bucaramanga                      | 0 - 1                            | Junior                           |                                  |
| dom                              | Medellín                         | 0 - 2                            | Deportivo Cali                   |                                  |

| Fecha 5 - 8 de diciembre de 2004 | Fecha 5 - 8 de diciembre de 2004 | Fecha 5 - 8 de diciembre de 2004 | Fecha 5 - 8 de diciembre de 2004 | Fecha 5 - 8 de diciembre de 2004 |
| Día                              | Equipo local                     | Resultado                        | Equipo visitante                 |                                  |
| -------------------------------- | -------------------------------- | -------------------------------- | -------------------------------- | -------------------------------- |
| mie                              | Bucaramanga                      | 1 - 0                            | Deportivo Cali                   |                                  |
| mie                              | Junior                           | 2 - 0                            | Medellín                         |                                  |

| Fecha 6 - 11 y 12 de diciembre de 2004 | Fecha 6 - 11 y 12 de diciembre de 2004 | Fecha 6 - 11 y 12 de diciembre de 2004 | Fecha 6 - 11 y 12 de diciembre de 2004 | Fecha 6 - 11 y 12 de diciembre de 2004 |
| Día                                    | Equipo local                           | Resultado                              | Equipo visitante                       |                                        |
| -------------------------------------- | -------------------------------------- | -------------------------------------- | -------------------------------------- | -------------------------------------- |
| sab                                    | Deportivo Cali                         | 1 - 1                                  | Junior                                 |                                        |
| dom                                    | Medellín                               | 5 - 3                                  | Bucaramanga                            |                                        |

## Final
Ambos equipos llegaron a la final de manera tranquila y anticipada. Junior iba por su quinto título. Nacional volvía por segunda vez consecutiva a jugar una final y quería tomar revancha para conseguir la octava estrella que había sido esquiva en la final del torneo anterior.
Para muchos periodistas, analistas y fanáticos del FPC, esta ha sido la mejor final en la historia del campeonato. 
| Fecha                                                    | Ciudad       | Equipo local      | Resultado     | Equipo visitante  |
| -------------------------------------------------------- | ------------ | ----------------- | ------------- | ----------------- |
| 15 de diciembre                                          | Barranquilla | Junior            | 3 - 0         | Atlético Nacional |
| 19 de diciembre                                          | Medellín     | Atlético Nacional | 5 (4) - 2 (5) | Junior            |
| Junior es el campeón en tiros desde el punto penal (5-4) |              |                   |               |                   |

| Campeón Junior Quinto título |

## Goleadores
| Jugador               | Equipo           | Goles |
| --------------------- | ---------------- | ----- |
| Leonardo Fabio Moreno | América de Cali  | 15    |
| Léider Preciado       | Santa Fe         | 15    |
| Milton Rodríguez      | Deportivo Cali   | 13    |
| Iván Velásquez        | Deportes Tolima  | 12    |
| Hugo Rodallega        | Deportes Quindío | 11    |

## Cambios de categoría
| Ascendido a la Primera A | Descendido a la Primera B |
| ------------------------ | ------------------------- |
| Real Cartagena           | Cortuluá                  |